# 660 Crescentia
660 Crescentia
660 Crescentia là một tiểu hành tinh ở vành đai chính, thuộc nhóm tiểu hành tinh Maria. Nó được Joel Hastings Metcalf phát hiện ngày 8.01.1908 ở Taunton, Massachusetts (Hoa Kỳ), và được đặt theo tên Crescentia, nữ anh hùng trong truyện cổ tích Đức ở quyển Historie von der geduldigen Konigin Crescentia, dựa trên bài thơ trong Kaiserchronik ở thế kỷ 12